# Filip Kliszczyk
Filip Kliszczyk (ur. 5 maja 1977 w Tarnowie) – polski piłkarz ręczny, reprezentant Polski, lewy rozgrywający, zawodnik Stralsunder HV.

## Kariera klubowa
Kliszczyk jest wychowankiem Pałacu Młodzieży Tarnów. Następnie przeniósł się do Unii Tarnów, w której występował do 1996 roku. Następne pięć lat spędził w Śląsku Wrocław, z którym zdobył złoto, srebro i brąz Mistrzostw Polski oraz występował w Lidze Mistrzów, Pucharze EHF oraz Pucharze Challenge. Kolejnym klubem był Strzelec Lider Market – późniejsze Vive Kielce, z którym dołożył do kolekcji kolejne Mistrzostwo Polski oraz dwukrotnie Puchar Polski. Po czterech latach przeniósł się do szwajcarskiego Grasshopper Club, w którym występował przez dwa lata, a przez kolejny rok reprezentował islandzki Fram. Od sezonu 2008/2009 był zawodnikiem AZS-AWF Gorzów Wielkopolski. W sezonie 2011/2012 związał się ze szczecińskim klubem Gaz-System Pogoń Szczecin, w 2013 grał w klubie Stralsunder HV. W tym ostatnim zespole zakończył karierę.

## Kariera reprezentacyjna
W 1997 wystąpił na mistrzostwach Europy juniorów, zajmując z zespołem 4. miejsce. W reprezentacji Polski seniorów wystąpił w latach 1998-2005 w 63 spotkaniach, w których zdobył 102 bramki. M.in. zagrał na mistrzostwach Europy w 2002 roku (15. miejsce).

## Osiągnięcia
- Złoty Medalista Mistrzostw Polski:  1997 (ze Śląskiem Wrocław), 2003 (Z Vive Kielce)
- Srebrny Medalista Mistrzostw Polski:  1998 (ze Śląskiem Wrocław), 2004 (Z Vive Kielce)
- Brązowy Medalista Mistrzostw Polski:  2000 (ze Śląskiem Wrocław), 2005 (Z Vive Kielce)
- Zdobywca Pucharu Polski:  2003, 2004 (Z Vive Kielce)